# ارنست مورو ده ملن
ارنست مورو ده ملن (فرانسوی: Ernest Moreau de Melen‎; ۱ ژانویهٔ ۱۸۷۹ – ۱ ژانویهٔ ۱۹۶۸) بازیکن فوتبال اهل بلژیک بود.
وی به‌همراه تیم ملی فوتبال بلژیک به مقام سوم بازی‌های المپیک تابستانی ۱۹۰۰ رسیده‌است.